# Awá (Guajá)
De awá zijn een bedreigde inheemse groep die verspreid leven in het noordoostelijke deel van het amazoneregenwoud in Brazilië. Oorspronkelijk leefden ze in nederzettingen maar rond 1800 namen ze de nomadische levensstijl aan om te ontsnappen aan de Europese indringers. In de negentiende eeuw kwamen ze steeds meer onder druk te staan doordat Europese kolonisten hun bossen rooiden voor landbouw. Campagnes van Survival International en het Forest Peoples Programme resulteerden in de demarcatie van het Awágebied in maart 2003. Ondertussen was het Awá bevolkingsaantal gereduceerd tot een 350tal waarvan er nog een zestigtal de oorspronkelijke nomadische levensstijl behielden. De awá worden wel beschouwd als meest bedreigde volk ter wereld.